# Dustin Pedroia
Dustin Luis Pedroia (* 17. srpna 1983, Woodland, Kalifornie, USA) je americký baseballista hrající americkou Major League Baseball za tým Boston Red Sox.
Za Boston hraje od svého vstupu do MLB v roce 2006 kdy byl vyhlášen nejlepším nováčkem sezony. V letech 2007 a 2013 zvítězil s Bostonem ve Světové sérii. Za 8 let v soutěži vyhrál 4× Gold Glove za nejlepšího druhého metaře v lize.